# シャンタク鳥
シャンタク鳥（Shantaks）はクトゥルフ神話に登場する架空の生物である。ドリームランドに生息する飛行生物。
クトゥルフ神話には外世界からの漁師（あの世からの漁夫、Fishers from Outside）という生物もおり、関連性が見られるため、本項で併せて解説する。

## シャンタク鳥
初出はハワード・フィリップス・ラヴクラフト（以下HPL）の小説『未知なるカダスを夢に求めて』。

### 基本設定
ドリームランドの北方にある薄明の地インクアノクの、広大な縞瑪瑙の採石場の洞窟に巣を作り生息している。ナイアーラトテップら蕃神に仕えている下級の奉仕種族であり、レンの商人の家畜ともされる。
すりガラスをひっかくような声で啼き、霜と硝石にまみれた翼とたてがみの生えた馬のような頭部を持ち、象よりも大きな体は羽毛ではなく鱗に覆われている。
宇宙空間をも飛ぶことができ、騎乗者が油断しているとアザトースの玉座に飛んでいってしまうと言われている。ナイトゴーントを極端に恐れており、彼らに遭遇するとすぐに退散してしまう。
インクアノクの巣の中央には、シャンタク鳥たちの始祖がいるという。

### 派生設定
リン・カーターは、ドリームランドのみならず、ハイパーボリアの地底にシャンタク鳥が棲息するとした。
ヴーアミ族は、シャンタク鳥を「外世界からの漁師」と呼称し、また長を「クームヤーガ」と呼ぶ。クームヤーガは単眼で一本足の姿をしている。強大なクームヤーガはレッサー・オールド・ワン（グレート・オールド・ワンに次ぐ小神）である。所在地不明のレンとハイパーボリアの関係も言及されている。
クームヤーガは黒鳥神グロス＝ゴルカ（またはゴル＝ゴロス）に仕えるとされる。儀式の際、鳥の仮面を被った「外世界からの漁師」の神官はクームヤーガの名を詠唱する。
カーターはクームヤーガを、最古で最大のシャンタク鳥と表現しているが、先述のシャンタク鳥たちの始祖との関係（同一視）は不明である。
オーガスト・ダーレスのシャンタク鳥は容姿が異なる。語り手の主観で別の生物をシャンタク鳥かもしれないと認識している可能性がある。

### 登場作品
- HPL『未知なるカダスを夢に求めて』
- リン・カーター『深淵への降下』
- 風見潤『クトゥルー・オペラ』

## 外世界からの漁師
異なる3つの説明がある。
- 初出はHPLがヘイゼル・ヒールドに代作した『羽のある死神』。ウガンダの石造遺跡をクトゥルフやツァトゥグァと共に前哨基地として使用していた正体不明の存在と語られている。正体不明であり、それ以上の詳細はわからない。
- リン・カーターの『深淵への降下』や『The Fishers from Outside』ではシャンタク鳥種族の別名とされ、ハイパーボリアのヴーアミ族による呼称とされている。長はクームヤーガ。詳細は上述。
- クトゥルフ神話のTRPGでは（あの世からの漁夫と訳され）、一本足の鳥とされる[注 2]。シャンタク鳥とは別種の生物であり、鳥の神グロス＝ゴルカに仕える[1]。

### 登場作品
- HPL＆ヘイゼル・ヒールド『羽のある死神』
- リン・カーター『深淵への降下』
- リン・カーター『The Fishers from Outside』[2]
- スコット・アニオロフスキー『マレウス・モンストロルム』